# City of Turtle River
City of Turtle Riverés una ciutat al comtat de Beltrami a l'estat de Minnesota. Segons el cens del 2000 tenia 75 habitants. Convé no confondre'l amb Turtle River Township un township amb el que fa frontera pel sud-oest.

## Demografia
Segons el cens del 2000, Turtle River tenia 75 habitants, 34 habitatges, i 19 famílies. La densitat de població era de 25,9 habitants per km².
Dels 34 habitatges en un 29,4% hi vivien nens de menys de 18 anys, en un 52,9% hi vivien parelles casades, en un 5,9% dones solteres, i en un 41,2% no eren unitats familiars. En el 26,5% dels habitatges hi vivien persones soles el 5,9% de les quals corresponia a persones de 65 anys o més que vivien soles. El nombre mitjà de persones vivint en cada habitatge era de 2,21 i el nombre mitjà de persones que vivien en cada família era de 2,7.
Per edats la població es repartia de la següent manera: un 22,7% tenia menys de 18 anys, un 4% entre 18 i 24, un 34,7% entre 25 i 44, un 28% de 45 a 60 i un 10,7% 65 anys o més.
L'edat mediana era de 38 anys. Per cada 100 dones de 18 o més anys hi havia 100 homes.
La renda mediana per habitatge era de 38.333 $ i la renda mediana per família de 68.750 $. Els homes tenien una renda mediana de 18.750 $ mentre que les dones 14.750 $. La renda per capita de la població era de 22.102 $. Cap de les famílies i el 3,3% de la població estaven per davall del llindar de pobresa.

## Poblacions properes
El següent diagrama mostra les poblacions més properes.